# エリー・デュコマン
エリー・デュコマン（Élie Ducommun, 1833年2月19日 - 1906年12月7日）は、スイスのジャーナリスト、平和活動家。1902年、シャルル・アルベール・ゴバと共にノーベル平和賞を受賞した。

## 生涯
ジュネーヴに生まれ、家庭教師、語学教師、ジャーナリスト、編集者、及びスイス連邦官邸で通訳（1869年 - 1873年）として働いた。1867年に平和と自由連盟（Ligue de la Paix et de la Liberté）の設立に貢献したが、他のポジションで働き続け、1873年から1891年まで Jura-Simplon Steel Company の事務員を務めた。同じく1891年に、ベルンに設立直後の国際的非政府平和団体、国際平和ビューローの初代事務局長に就任。デュコマンは局長としての俸給を受け取らず、理想主義の下でこの立場に従事したいと述べた。エデュマンの鋭敏な組織能力は同団体を成功に導き、1902年にノーベル平和賞を受賞した。その後、他界する1906年まで事務局長を務めた。